# 스위스 연방헌법
스위스 연방의 연방헌법(SR 10)은 1999년 4월 18일(SR 101) 세 번째이자 현재의 연방 헌법이다. 스위스 연방을 26개 칸톤(주)의 연방공화국으로 설정한다. 이 문서에는 개인과 대중의 권리 목록( 연방법 및 헌법 수정에 대한 대중투표를 요청할 권리 포함)이 포함되어 있으며, 주와 연방의 책임을 설명하고 정부의 연방 당국을 수립한다.
헌법은 1999년 4월 18일 국민투표에 의해 채택되었으며, 국민의 과반수와 칸톤이 찬성표를 던졌다. 이것은 1874년의 이전 연방 헌법을 대체했는데, 그 내용은 변경되지 않고 최신 상태로 업데이트되었다.

## 역사
1798년 이전에 스위스 연방은 연방 국가가 아닌 독립 주들의 연합체였으며, 헌법이 아닌 조약에 기초했다. 1798년에서 1803년까지의 헬베티아 공화국은 1803년 페터 오흐스가 작성한 헌법을 1803년 중재법으로 대체했으며, 이 헌법은 연방을 회복한 1815년 연방조약으로 대체되었으며, 개별 칸톤은 칸톤을 작성했다. 대부분의 면에서 18세기 앙시앵 레짐을 기반으로 하지만 장크트갈렌의 새로운 주의 헌법에서 주목할 만한 자유주의적 혁신이 있다. 아르가우, 투르가우, 티치노, 보, 및 제네바 많은 경우에 새로운 주 헌법은 후기 연방 헌법의 선례 역할을 했다.
1830년 프랑스 7월 혁명 이후 새로운 주 헌법을 요구하는 다수의 대규모 집회가 열렸다. 이 “중생” 기간 동안 이루어진 주 헌법의 수정은 오늘날의 주 헌법의 기초로 남아 있다. 보주는 1846년 입법부 대중 발의안을 도입했다. 베른은 같은 해에 입법부 선택적 국민투표를 도입했다.
재생 기간의 정치적 위기는 1847년 11월 존더분트 전쟁으로 절정에 달했다. 존더분트 전쟁의 결과로 스위스는 연방국가로 전환되었으며, 1848년 9월 12일 헌법이 공포되었다. 이 헌법은 주의 주권을 규정했으며, 이것이 연방 헌법에 영향을 미치지 않는 한. 양원제 의회의 창설은 각각 하원과 상원에 해당하는 미국 헌법, 국가평의회와 상원에서 의식적으로 영감을 받았다.
1848년 헌법은 1866년에 부분적으로 수정되었고 1874년 5월 29일에 전체적으로 수정되었다. 이 후자의 헌법 변경은 연방 차원에서 국민투표를 도입했다.
1891년 부분 개정에서 ‘발의권’이 도입되어 특정 수의 유권자가 헌법 조항의 수정을 요청하거나 헌법에 새로운 조항을 도입할 수 있다. 이 메커니즘을 연방 대중 이니셔티브라고 한다. 따라서 이 시점부터 언제든지 헌법을 부분적으로 수정할 수 있다.
- 1893년에서 1994년 사이에 12번의 변경이 있었다(1950-1980년의 30년 동안 변경 없음).[7]
- 1893년 8월 20일: 마취 없는 도살 금지
- 1908년 7월 5일: 압생트 금지
- 1918년 10월 13일: 스위스 국가 평의회에서 비례 대표
- 1920년 3월 21일: 카지노 도박 금지
- 1921년 1월 30일: 스위스가 서명한 국제 조약에 대한 필수 국민 투표
- 1928년 12월 2일: 카지노 금지 면제
- 1949년 9월 11일: 선택적 국민투표 절차에 대한 조항
- 1982년 11월 28일: 과도한 가격 책정에 대한 조항
- 1987년 12월 6일: 습지 보호 ( 제안된 로텐투름 군사 훈련 지역에 대해)
- 1990년 9월 23일: 원자력 발전소에 대한 모라토리엄
- 1993년 9월 26일: 스위스 국경일
- 1994년 2월 20일: 고산 경관 보호 (고산 횡단 교통 제한)

연방 헌법은 1990년대에 두 번째로 전면 개정되었으며, 새 버전은 1999년 4월 18일에 일반 투표와 주의 투표에 의해 승인되었다. 이 연방 헌법은 2000년 1월 1일에 발효되었다. 1999년 스위스 헌법은 전문과 6개로 구성된다. 함께 196개의 기사를 구성하는 부품.
그것은 9가지 기본권에 대한 명시적 조항을 제공하며, 이는 그때까지 연방 법원에서만 논의되고 토론되었다. 또한 세법에 대한 자세한 내용을 제공한다. 1999년 헌법은 2002년부터 2014년까지 10차례 국민발의로 다음과 같이 변경되었다.
- 2002년 3월 3일: 유엔 가입
- 2004년 2월 8일: 위험한 성범죄자 무기한 감금
- 2005년 11월 27일: 농업에서 유전자 변형 유기체의 사용에 대한 제한
- 2008년 11월 30일: 아동 성적 학대에 대한 공소시효 폐지
- 2009년 11월 29일: 첨탑 금지
- 2010년 11월 28일 : 유죄 판결을 받은 외국인의 추방
- 2012년 3월 11일: 별장 건축 허가 제한
- 2013년 3월 3일 : 스위스 상장 기업 주주가 임원 급여를 결정할 권리에 관한 조항
- 2014년 2월 9일 : 이민 할당량의 원칙
- 2014년 5월 8일: 유죄 판결을 받은 아동 성범죄자가 미성년자와 협력하는 것을 금지한다.

## 헌법 규정
전문 및 제목1 일반 조항
이 부분의 본문은 스위스 연방 헌법 전문 및 제목1이다.
헌법의 전문과 첫 번째 제목은 법의 지배를 받는 26개 주의 민주적 연방공화국인 스위스의 일반적인 개요를 결정한다.
서문은 스위스 헌법 전통을 이어가는 하느님께 엄숙한 기도로 시작된다. 연방의 구성 세력인 스위스 국민과 주 당국은 “자유와 민주주의, 연대와 개방 속의 독립과 평화”를 포함하는 전문에 나열된 가치를 준수해야 한다. “개방성”에 대한 후자의 조항은 내부 고립주의를 지향하는 이전 스위스 헌법과 극적인 대조를 나타낸다. 새로운 전문은 또한 이전의 책임과 미래 세대의 권리에 대한 조항을 제공한다. 스위스 사람들.
제목 1(제1-6조)에 포함된 일반 조항은 연방, 주와 시의 세 가지 권한 수준 모두에서 스위스 주의 특징을 정의한다. 여기에는 구성 주의 목록이 포함되어 있으며, 헌법의 범위 내에서 주권을 확인하며, 독일어, 프랑스어, 이탈리아어와 로만슈어의 국가 언어를 나열한다. 그들은 또한 국가가 개인의 책임에 대한 언급으로 끝나기 전에 법률, 비례성, 국제법에 대한 선의와 존중의 원칙을 준수할 것을 약속한다.

## 제목 2 기본적 권리, 시민권 및 사회적 목표
제목 2는 헌법의 권리장전을 포함하고 있으며, 35개 조항으로 구성되어 있다. 1874년 헌법은 제한된 수의 기본권만을 포함했고, 구 헌법 53조에 보장된 품위있는 매장에 대한 권리와 같이 20세기가 지나면서, 그중 일부는 덜 중요해졌다. 결과적으로, 스위스 연방 대법원의 광범위한 판례법은 유럽인권재판소의 판례법을 기반으로 하고 유럽 인권협약에서 보장하는 기본권을 적용하여 일련의 묵시적 또는 “문서화되지 않은” 기본권을 발전시켰다. (ECHR), 스위스가 1974년에 비준.
1999년 헌법 개정 과정에서 연방 의회는 ECHR, 세계 인권 선언 및 국제 규약에서 보장하는 권리와 실질적으로 일치하는 포괄적인 권리 장전과 시민의, 정치적 권리의 형태로 판례법을 성문화하기로 결정했다.
제목2는 또한 스위스 시민권 취득 및 정치적 권리 행사에 관한 필수 규칙을 다룬다. 또한, 여기에는 사회보장, 의료와 주택의 이용 가능성을 포함하여 국가가 보장하기 위해 노력해야 하는 직접적으로 시행할 수 없는 “사회적 목표”가 많이 포함되어 있다.
제목2는 과거에 성차별을 인정하는 표시로 스위스 사람들을 “스위스의 여성과 남성”으로 지칭한다. (스위스는 1971년에 여성에게 참정권을 부여한 유럽에서 마지막으로 두 번째 국가가 되었다) 신헌법은 또한 신부가 신랑의 집으로 이사할 때 부과하는 세금, 300명 이상의 군대를 주에 배치하는 것을 금지, 주 간에 상호 군사 지원, 압생트 금지하도록 하는 명령과 같은 구 헌법의 일부 고풍스러움을 제거했다.

## 제목3 연방, 칸톤, 코무네
제목3은 첫 번째 장에서 연방, 칸톤 및 코무네 간의 관계를 설명한다. 주는 자체 헌법을 유지하지만 모순되는 경우 연방 헌법이 우선한다.
두 번째 장은 외국과의 관계, 안보, 국방 및 민방위, 교육, 연구, 문화에 대한 일반 측면, 환경 및 공간 계획에 대한 측면, 공공 건설 공사와 교통과 에너지 및 통신, 경제 일반, 주택, 고용, 사회 보장 및 건강에 대한 우려, 외국인의 거주 및 정착에 대한 권리, 그리고 마지막으로 민법 및 형법에 관한 책임, 가중치 및 조치와 같은 통일된 규제가 필요한 분야에 대한 연방 권한을 선언한다.
세 번째 장은 일반적인 재정적 측면, 특히 조세를 명확히 한다.

## 제목4 국민과 칸톤
제목 4는 기본적인 정치적 권리, 특히 발의 및 국민투표에 대한 권리를 명시하고 있다.

## 제목 5 연방 당국
제목 5는 연방 정부의 기능과 책임을 규정한다. 연방 의회(입법권을 대표하는 두 개의 상원), 연방의회(행정권) 및 연방법원(사법권)이라는 세 개의 기관으로 대표되는 정부의 세 부서를 제공한다. 이전 헌법과의 주요 차이점은 연방 입법부 연방 법원의 감독 활동을 다룬다.

## 제목 6 연방 헌법 및 과도 조항 수정
제목 6은 과도기 조항뿐만 아니라 연방 헌법의 개정을 규제한다.

## 같이 보기
- 국민투표